# Europese kampioenschappen judo 1990
De Europese kampioenschappen judo 1990 werden van 10 tot en met 13 mei 1990 gehouden in Frankfurt, Duitsland. De wedstrijden vonden plaats in Ballsporthalle Höchst.

## Resultaten

### Mannen
| Gewichtsklasse | Goud              | Zilver              | Brons–                                          |
| -------------- | ----------------- | ------------------- | ----------------------------------------------- |
| – 60 kg        | Philip Pradayrol  | Nigel Donohue       | Pavel Botev Amiran Totikasjvili                 |
| – 65 kg        | Bruno Carabetta   | Udo Quellmalz       | Philip Laats Stelian Petrescu                   |
| – 71 kg        | Guido Schumacher  | Jorma Korhonen      | Wiesław Błach Bertalan Hajtós                   |
| – 78 kg        | Basjir Varajev    | Zsolt Zsoldos       | Bertrand Amoussou-Guenou Iulian Rusu            |
| – 86 kg        | Waldemar Legień   | Axel Lobenstein     | Densign White Fabien Canu                       |
| – 95 kg        | Stéphane Traineau | Marc Meiling        | Koba Koertanidze Frank Borkowski                |
| +95 kg         | Sergej Kosorotov  | Harry Van Barneveld | Frank Möller Marian Grozea                      |
| Open           | László Tolnai     | Harry Van Barneveld | Davit Chachaleisjvili Alexander Von der Groeben |

### Vrouwen
| Gewichtsklasse | Goud                | Zilver          | Brons                                  |
| -------------- | ------------------- | --------------- | -------------------------------------- |
| – 48 kg        | Cécile Nowak        | Karen Briggs    | Jana Perlberg Giovanna Tortora         |
| – 52 kg        | Sharon Rendle       | Katalin Parragh | Christel Deliège Fabienne Boffin       |
| – 56 kg        | Cathérine Arnaud    | Gudrun Hausch   | Nicole Flagothier Nicola Fairbrother   |
| – 61 kg        | Begoña Gomez        | Diane Bell      | Susann Singer Gabi Ritschel            |
| – 66 kg        | Alexandra Schreiber | Kate Howey      | Claire Lecat Marimar Alcíbar           |
| – 72 kg        | Karin Krueger       | Jelena Besova   | Ulla Werbrouck Laëtitia Meignan        |
| +72 kg         | Sharon Lee          | Natalina Lupino | Tsvetana Bozhilova Monique Aarts       |
| Open           | Christine Cicot     | Regina Sigmund  | Monique van der Lee Maria Teresa Motta |

## Medailleklassement
| Plaats | Land                     | Goud | Zilver | Brons | Totaal |
| 1      | Frankrijk                | 6    | 1      | 5     | 12     |
| 2      | Bondsrepubliek Duitsland | 3    | 3      | 2     | 8      |
| 3      | Verenigd Koninkrijk      | 2    | 4      | 2     | 8      |
| 4      | Sovjet-Unie              | 2    | 1      | 3     | 6      |
| 5      | Hongarije                | 1    | 2      | 1     | 4      |
| 6      | Spanje                   | 1    | –      | 1     | 2      |
| 6      | Polen                    | 1    | –      | 1     | 2      |
| 8      | België                   | –    | 2      | 4     | 6      |
| 8      | DDR                      | –    | 2      | 4     | 6      |
| 10     | Finland                  | -    | 1      | –     | 1      |
| 11     | Roemenië                 | -    | –      | 3     | 3      |
| 12     | Bulgarije                | -    | –      | 2     | 2      |
| 12     | Italië                   | –    | –      | 2     | 2      |
| 12     | Nederland                | –    | -      | 2     | 2      |
|        | Totaal                   | 16   | 16     | 32    | 64     |